# 南坳
南坳指的是位於世界第四高峰洛子峰及最高峰珠穆朗瑪峰間，具有鋒利邊緣的山坳。強風通常會橫掃南坳，因此不會累積大量積雪。自從1950年以來（西藏地區封閉），大多數的珠峰遠征從尼泊爾方向的東南山脊及南坳進行攀登，取代了北坳的路徑。當登山者藉由尼泊爾側的東南山脊攀登珠峰時，最後一個營地（通常是第四營）會設在南坳。

珠穆朗瑪峰区域的手绘草图

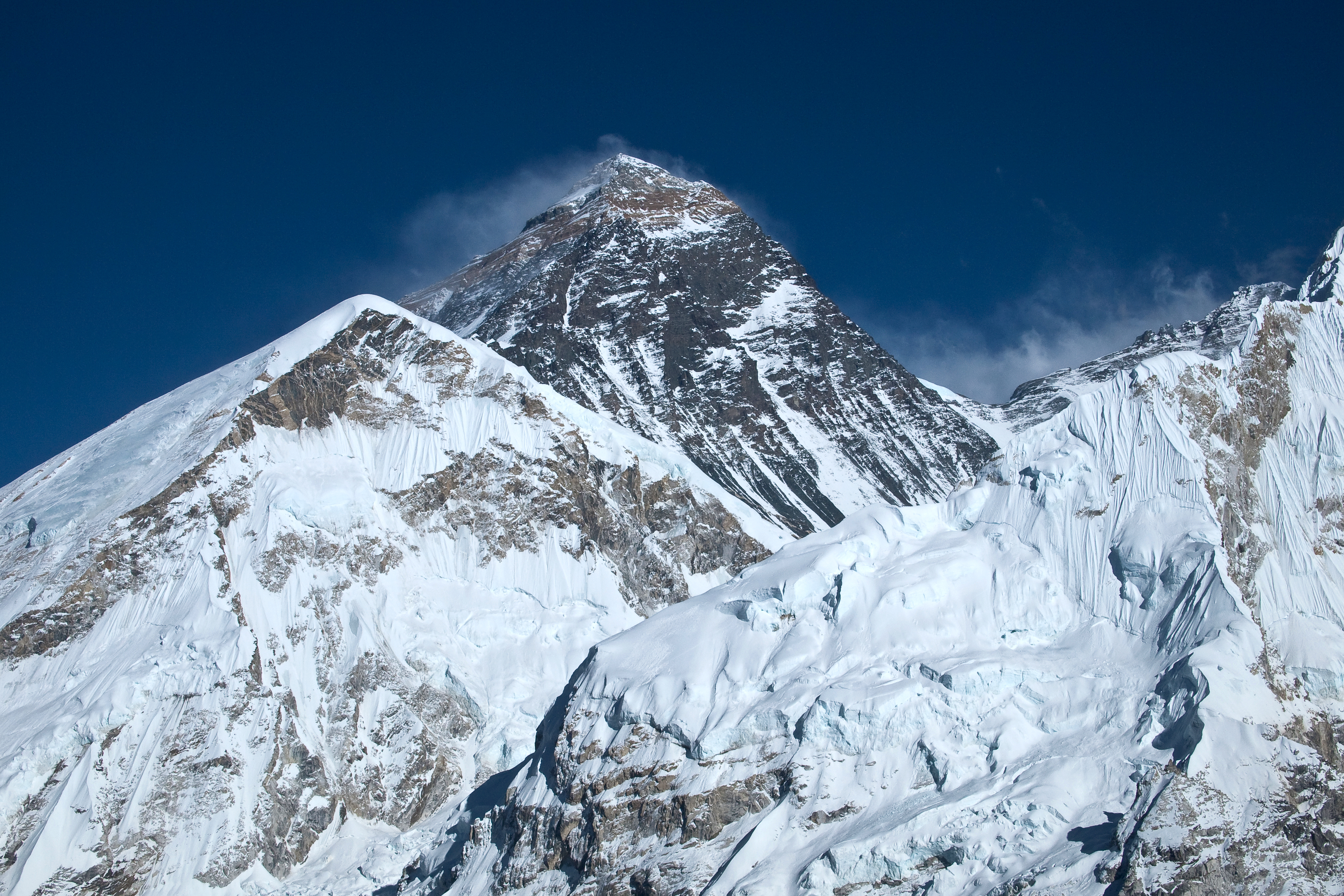
珠穆朗瑪峰。南坳位於右側陽光照射的山脊最低處。珠穆朗瑪南峰在圖中珠穆朗瑪峰的右側，前者的高度略低於後者。

1952年5月12日，由愛德華·懷斯-杜南領導的瑞士登山隊首次抵達南坳，抵達者分別是奧伯特（Aubert）、蘭伯特（Lambert）和弗洛里（Flory），但未能登頂。隔年，威爾弗里德·諾伊斯與雪巴人安努魯（Annullu）成為首對抵達南坳且成功登頂的登山者。根據該登山隊的領隊約翰·杭特所述：
下午2點40分，威爾弗里德·諾伊斯與他的同伴安努魯，此刻正矗立在珠峰約26,000英尺（7,900）處的南坳。他們正凝視著宛如瑞士戲劇般的景象，也正仰望著珠峰自身最後一段的金字塔山頂。對於他們兩個而言是偉大的一刻，也分享了他們所見到的景象給我們所有人。他們的存在象徵著我們成功克服整個攀登過程中最關鍵的難題；他們已經達成我們12年來一直努力實現的目標。
一旦抵達南坳，登山者就會進入死亡帶；高山症成為這類高海拔地帶的明顯威脅並能輕易致命。在南坳，登山者不容易入睡，並且大多數登山者的消化系統運作會明顯變慢甚至停頓，這是因為在高海拔狀態下，身體會傾向使用體內儲存的能量，效率比消化新食物更快。大多數登山者會在此時使用備用氧氣，最多只有2至3日的時間進行攻頂；晴朗的天氣與低風速成為攻頂成功與否的關鍵因素。如果天氣無法在短短的幾天配合良好，登山者就會被迫下撤至基地營，並且很難有機會在一次遠征中二度返回南坳。
2005年，法國的迪迪埃·德爾薩勒駕駛一臺歐直AS350 B3直昇機降落在南坳。兩天以後，他成功將這架直昇機在珠峰峰頂著陸，隨後又重複了這一壯舉。 
2019年5月，國家地理學會在珠穆朗瑪峰設立了全球最高的氣象站，其中一站設在南坳，另一站設在該峰一處稱為「陽台」的較高位置，另外也在該峰的多處地點設站。這些氣象站高7英尺（2.1）、重110英磅（50）。

## 外部連結
- Painting of the South Col （页面存档备份，存于）